# Acorus calamus
El cálamo aromático (Acorus calamus) es una de las dos especies del género Acorus, de la familia de las acoráceas. Es conocido vulgarmente como "ácoro dulce", "ácoro aromático" (cálamo), “cálamo acuático” o “ácoro verdadero”, y aparece ampliamente distribuido en la zona templada del hemisferio norte, siendo originaria del sudeste asiático.

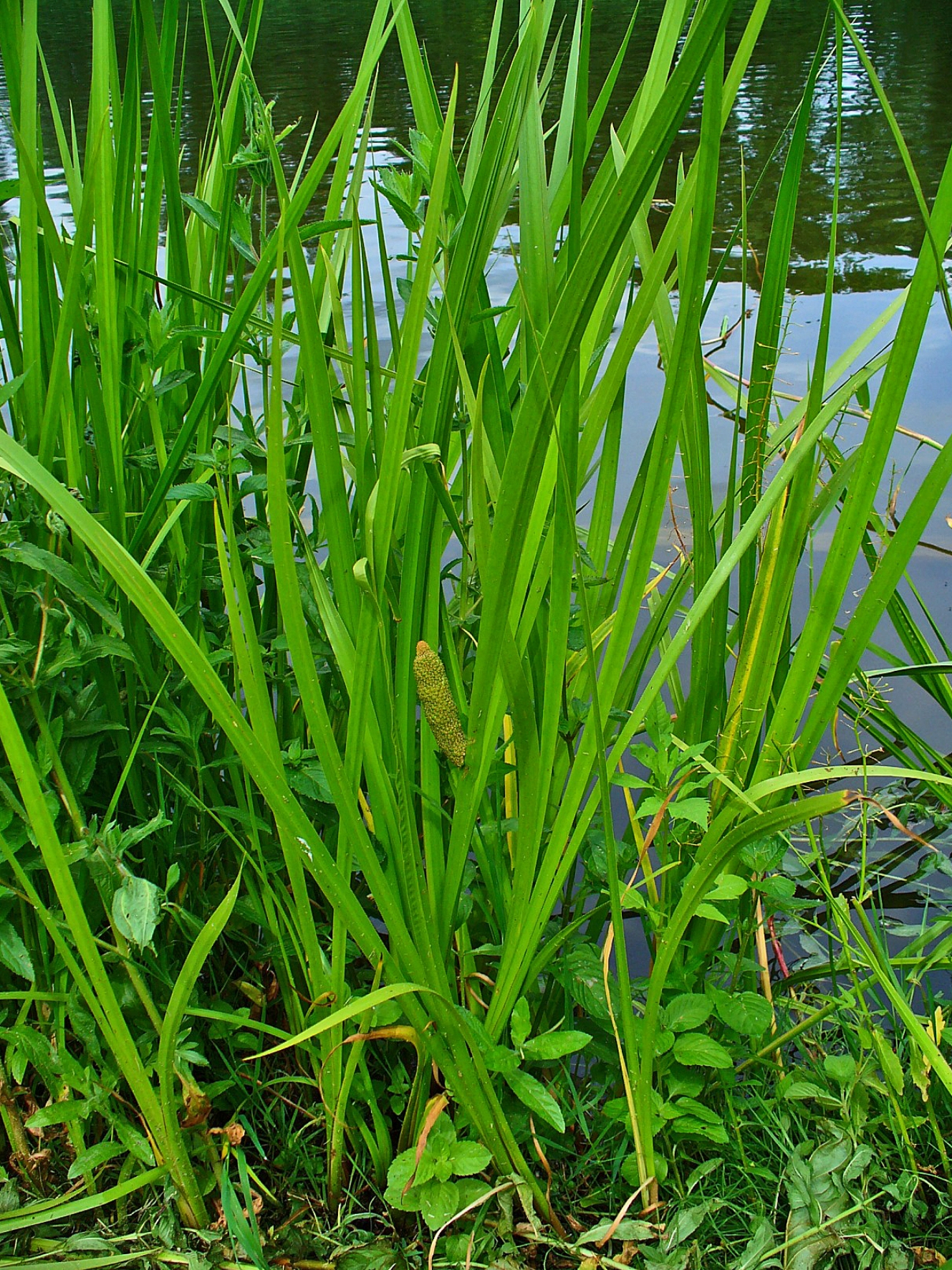
Vista de la planta en su hábitat

## Descripción
Se asemeja a los juncos y posee hojas largas lineares de bordes afilados, muy apuntadas, de unos 25mm de anchura. Las flores, pequeñas y de color verde amarillento, se presentan en forma de espiral sobre un espádice desnudo, cuya espata sobresale por encima. El tallo se prolonga bajo tierra en forma de rizomas de largas raíces adventicias, carnosas y fuertemente aromáticas.
Es una planta alta, perennifolia con hojas aromáticas y raíces rizomatosas.
Las hojas, de alrededor de un centímetro de ancho, alcanzan los 10 de largo, y son lanceoladas y de bordes serrados u ondulados. La vena central de la hoja, prominente y fácilmente distinguible de las apenas relevantes venas secundarias, permite distinguirla fácilmente de A. americanus. Las flores alcanzan los 4 mm, y son estériles, reproduciéndose rizomáticamente; el ovario es vestigial.

## Distribución y hábitat
Crece en las regiones boreales de todo el globo, aunque no es nativa de Europa. Prefiere las tierras húmedas y las costas de aguas lentas o estancadas. Su tallo semileñoso se utilizó en la Antigüedad clásica para fabricar cálamos para la escritura.

## Usos
La raíz del cálamo, confitada, se usa en Europa en repostería, de ella también se extrae una droga estimulante y carminativa, llamada cálamo.

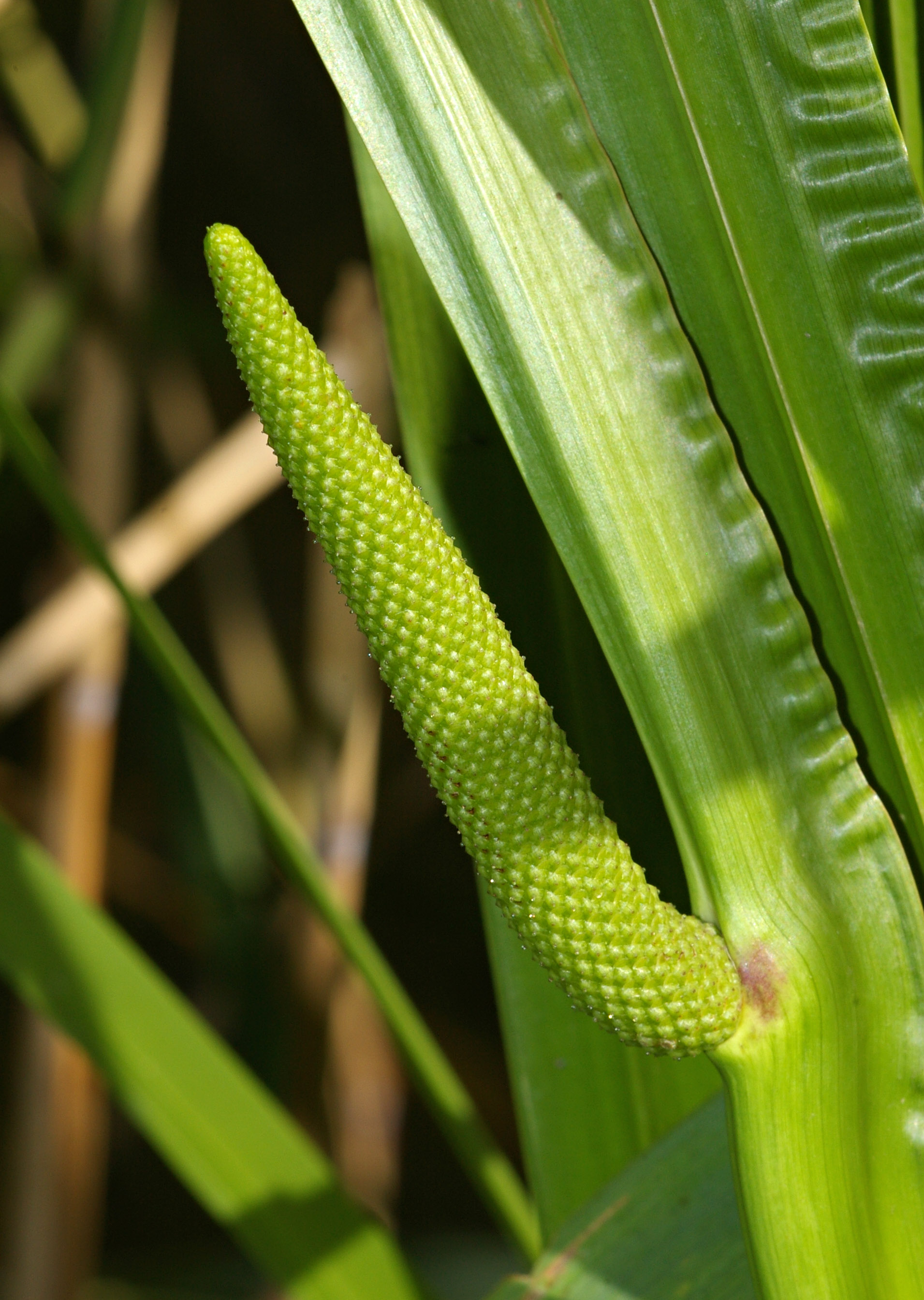
Vista de la planta

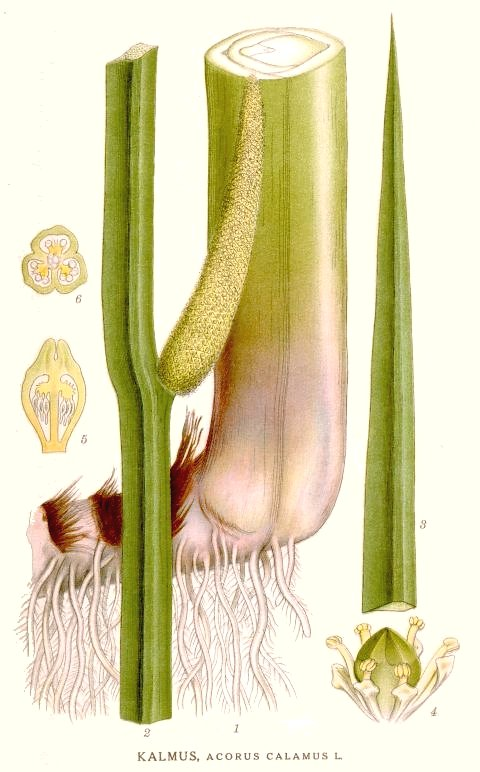
Ilustración

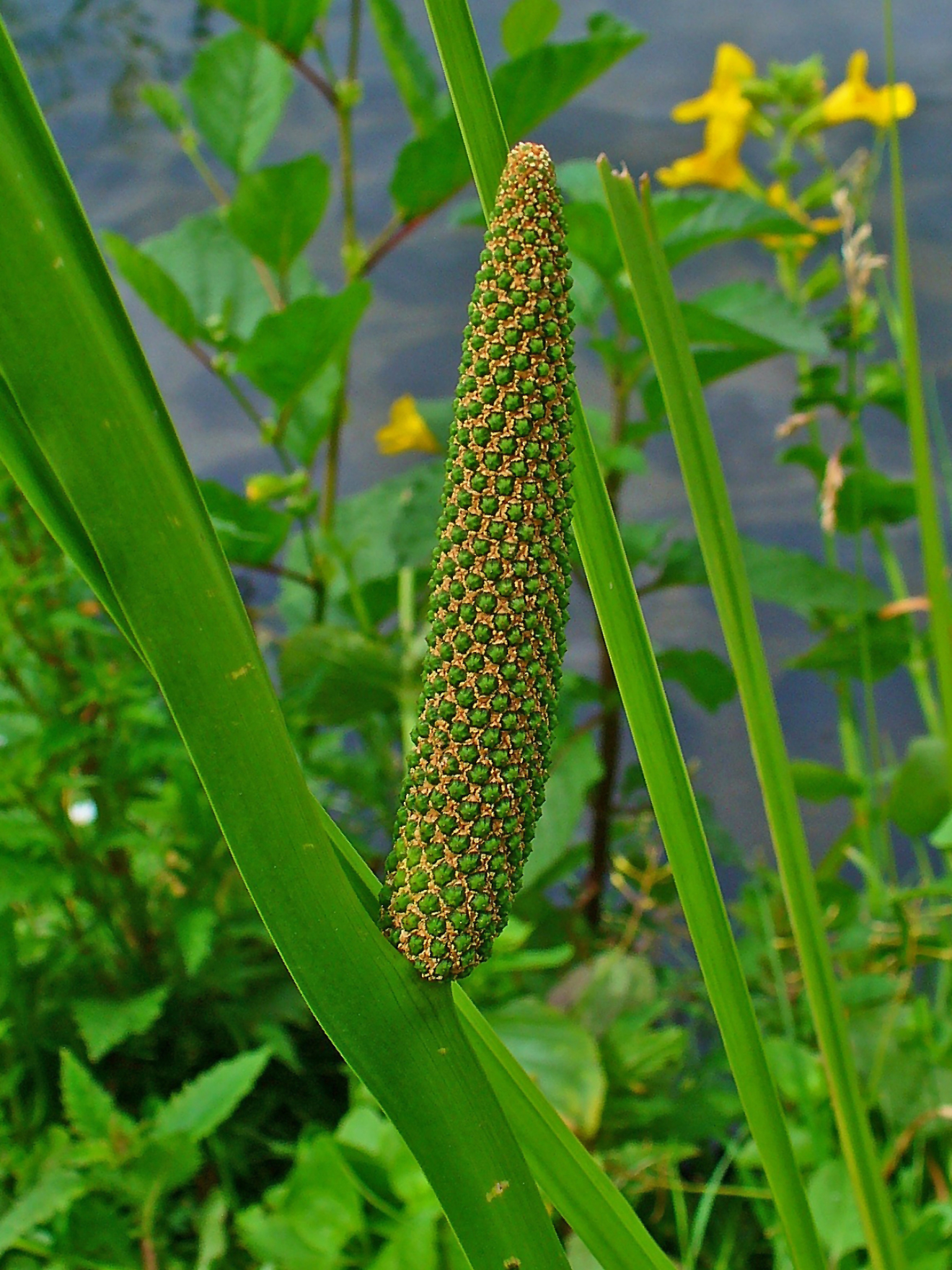
Detalle

## Usos en medicina herbolaria
La maceración de la raíz del cálamo aromático no solo se emplea como tonificante en los casos de debilidad general del aparato digestivo, gases del estómago y de los intestinos, sino que también es un remedio poderoso para combatir las enfermedades de las glándulas así como la gota. Esta tisana contribuye enormemente a calentar el estómago y los intestinos lentos y a fomentar la secreción de mucosa. Se recomienda contra el metabolismo lento, las digestiones lentas, lo mismo que contra la clorosis y la hidropesía.

## Propiedades
Se ha utilizado por su fragancia y como droga psicotrópica.
Su raíz se empleaba como anestésico y estimulante contra la fatiga por la asarona que contiene; en dosis mayores, produce efectos alucinógenos. Walt Whitman empleó esta o la raíz del estrechamente emparentado Acorus americanus. Figuraba en las pociones psicotrópicas preparadas por las brujas europeas durante la Edad Media.

### Principios activos
Contiene escasos taninos, aceite esencial (1,5-3,5%), rico en asarona y compuestos sesquiterpénicos, entre los que destaca la acalamona. En las hojas hay trazas de alcaloides. Otras fuentes: acorina, tanino, colina, esencia con asarona, eugenol, pineno. Ácido cetílico y ácido palmítico, vitamina B1. La esencia se hace viscosa llegando a densidad del 0,36 %, el rendimiento está entre 1 y 4 %.

### Indicaciones
Se utiliza como aperitivo, eupéptico, por sus principios amargos; carminativo, diurético, sedante, sudorífico, hipotensor, espasmolítico, anticonvulsivante, antirreumático tópico, por el aceite esencial. Indicado para inapetencia, dispepsias hiposecretoras, gastritis, espasmos gastroduodenales, meteorismo. Ansiedad. Estados en los que se requiera un aumento de la diuresis: afecciones genitourinarias (cistitis, ureteritis, uretritis, oliguria, urolitiasis), hiperazotemia, hiperuricemia, gota, hipertensión arterial, edemas, sobrepeso acompañado de retención de líquidos. La masticación de la raíz combate la halitosis y reafirma las encías sangrantes.
El aceite esencial no debe ser empleado durante el embarazo, la lactancia, ni en niños menores de dos años, es tóxico sobre el sistema nervioso central. También se considera carcinogénico. Se recomiendan tratamientos discontinuos.

## Taxonomía
Acorus calamus fue descrita por Carlos Linneo y publicado en Species Plantarum 1: 324. 1753.«Acorus calamus». Tropicos.org. Missouri Botanical Garden. Consultado el 15 de octubre de 2012.
Etimología
Acorus: nombre genérico latino que deriva del griego antiguo άχόρου (áchórou) de Dioscórides (con diferentes versiones del texto que tienen diferentes grafías). La palabra άχόρου en sí se cree que ha derivado de la palabra κόρη (kori), que significa pupila (del ojo), debido a que el jugo de la raíz de la planta se utiliza como remedio en enfermedades oculares.
calamus: epíteto latino (que significa "caña") que deriva del griego ΚΆΛΑΜΟΣ (kálamos, que significa "caña"), que es afín al término del latín culmus (que significa "acechar") y se derivan del proto-indoeuropeo kole-mó- (se cree que significa "hierba" o "caña"). La palabra árabe قلم (qalam, que significa "pluma") y el sánscrito कलम (kalama, que significa "caña utilizada como una pluma", y una especie de arroz) se cree que han sido tomadas del griego.
Variedades
- Acorus calamus var. americanus Raf. (1828).
- Acorus calamus var. angustatus Besser (1834).
- Acorus calamus var. calamus.

Sinonimia
| - var. angustatus - Acorus angustatus Raf. - Acorus calamus var. angusta Bess. - Acorus triqueter Turcz. ex Schott - var. calamus - Acorus angustifolius Schott - Acorus aromaticus Gilib. - Acorus asiaticus Nakai - Acorus calamus var. vulgaris L. - Acorus calamus-aromaticus Clairv. - Acorus casia Bertol. - Acorus cochinchinensis (Lour.) Schott - Acorus commersonii Schott - Acorus commutatus Schott - Acorus elatus Salisbury | - - Acorus europaeus Dumort. - Acorus flexuosus Raf. - Acorus floridanus Raf. - Acorus griffithii Schott - Acorus nilaghirensis Schott - Acorus odoratus Lam. nom. illeg. - Acorus spurius Schott - Acorus terrestris Spreng. - Acorus undulatus Stokes - Acorus vulgaris (L.) Simonk. - Calamus aromaticus Gueldenst. - Orontium cochinchinense Lour. - var. vernus - Acorus verus (L.) Garsault - Acorus verus (L.) Houtt. nom. illeg. - Acorus verus (L.) Raf. |